# Metabusca
Metabusca, metabuscador ou metapesquisa é um sistema de busca na web que permite ao usuário a pesquisa em vários mecanismos simples de busca simultaneamente. As ferramentas de metabusca funcionam da mesma forma que outros motores de busca, com a vantagem de padronizar a pesquisa do usuário, tornando-a mais abrangente e mais rápida, por ampliar o número de fontes buscadas. Os metabuscadores (ou metapesquisadores) são muito eficientes na busca por termos muito específicos e difíceis de localizar
Essas ferramentas de pesquisa funcionam melhor quando busca-se:
- um tópico obscuro;
- não obter resultados em buscas;
- a pesquisa não é complexa;
- recuperar o maior número de documentos possíveis com uma estrutura de sintaxe, assuntos especiais que possam limitar resultados da busca

Em um metabuscador, quando o sistema processa o resultado da busca, o mesmo realiza a inserção de dados em um banco de dados, assim, possibilitando uma reordenação da lista de resultados para o usuário do sistema.

## Funcionamento
Os sites de metabusca não possuem nenhum tipo de bases de dados, ou seja, baseiam-se nos dados de outros mecanismos de busca.
Os metabuscadores (também chamados de multibuscadores) possuem uma interface inicial que permite ao usuário formular a busca e depois de clicar no botão de busca, receber as informações resultantes de sua busca. Eventualmente, fazem um pré-processamento com o intuito de preparar a busca para a submissão a cada ferramenta, e também um pós-processamento para poder assim compilar os resultados.
Algumas ferramentas fornecem apenas uma interface na qual são listados vários mecanismos de busca, não havendo um mecanismo integrado em si. Essas ferramentas de busca são chamadas de pseudometabuscadores. Nesses, há uma caixa de pesquisa para cada buscador, onde as entradas são direcionadas a determinado buscador.
Quanto ao processamento da consulta, a maioria dos metabuscadores permite a formulação de uma expressão de busca em uma sintaxe semelhante à usada pela maioria de outros buscadores, podendo permitir também o uso de lógica booleana e mesmo de linguagem natural. Alguns traduzem as consultas para a linguagem utilizada pelos buscadores individuais. Outros não o fazem, enviando a consulta como entrada pelo usuário, o que pode prejudicar a eficiência da busca, pois cada motor de busca usa uma sintaxe específica.

## Exemplos
- Buscapé
- Bondfaro
- KAYAK
- Shopbot
- Shopping UOL
- Zoom
- Voos.com.br
- TRIVELO